# لولك أباد عليا
لولك أباد عليا هي قرية في مقاطعة سلماس، إيران. عدد سكان هذه القرية هو 82 في سنة 2006.